# Titanio magnificalis
Titanio magnificalis is een vlinder uit de familie grasmotten (Crambidae). De wetenschappelijke naam is voor het eerst geldig gepubliceerd in 1877 door Christoph.
De soort komt voor in Europa.